# I liga paragwajska w piłce nożnej (1906)
Pierwsze w historii mistrzostwa Paragwaju zorganizowała założona 18 czerwca 1906 roku Liga Paraguaya de Fútbol. Trofeum, o które walczyły kluby, nazywało się Copa el Diario, a ufundowała je gazeta El Diario (miało ono przypaść na własność temu klubowi, który jako pierwszy trzykrotnie zostanie mistrzem Paragwaju).
Pierwszym w historii mistrzem Paragwaju został klub Club Guaraní, natomiast pierwszym w historii wicemistrzem Paragwaju został klub Club Olimpia.
Mistrzostwa rozegrano systemem każdy z każdym mecz i rewanż. Najlepszy w tabeli klub został mistrzem Paragwaju.
Na miejsce klubów General Díaz Asunción i 14 de Mayo Asunción awansował klub Atlántida SC. Liga została zmniejszona z 6 do 5 klubów.

## Primera División

### Wyniki
| Data          | Mecz |
| ------------- | --- |
| 8 lipca 1906  | Club Guaraní – Club Olimpia 1:1 Bramki: 1:0 Salvador Melián, 1:1 Miguel Díaz pierwszy mecz w historii mistrzostw Paragwaju |
| 15 lipca 1906 | Club Guaraní – Club Libertad 7:1                                                                                           |
| ?? 1906       | Club Guaraní – General Díaz Asunción 2:0                                                                                   |
| ?? 1906       | Club Guaraní – Club Nacional 2:0                                                                                           |
| ?? 1906       | Club Guaraní – 14 de Mayo Asunción 8:0                                                                                     |
| ?? 1906       | Club Olimpia – Club Guaraní 1:1                                                                                            |
| ?? 1906       | Club Libertad – Club Guaraní 0:3                                                                                           |
| ?? 1906       | General Díaz Asunción – Club Guaraní 0:1                                                                                   |
| ?? 1906       | Club Nacional – Club Guaraní 1:3                                                                                           |
| ?? 1906       | 14 de Mayo Asunción – Club Guaraní 0:5                                                                                     |
| ?? 1906       | Club Olimpia – Club Libertad 1:1                                                                                           |
| ?? 1906       | Club Libertad – Club Olimpia 0:0                                                                                           |

### Tabela końcowa sezonu 1906
Jeden mecz (prawdopodobnie z udziałem klubu Club Libertad) nie został rozegrany.
| Poz | Klub                  | Mecze | Zw | Rem | Por | Pkt | BrZd | BrStr |
| --- | --------------------- | ----- | -- | --- | --- | --- | ---- | ----- |
| 1   | Club Guaraní          | 10    | 8  | 2   | 0   | 18  | 33   | 4     |
| 2   | Club Olimpia          | ?     | ?  | ?   | ?   | 14  | ?    | ?     |
| 3   | Club Libertad         | ?     | ?  | ?   | ?   | 12  | ?    | ?     |
| 4   | General Díaz Asunción | ?     | ?  | ?   | ?   | 8   | ?    | ?     |
| 5   | Club Nacional         | ?     | ?  | ?   | ?   | 4   | ?    | ?     |
| 6   | 14 de Mayo Asunción   | ?     | ?  | ?   | ?   | 2   | ?    | ?     |

Mecz barażowy o drugie miejsce, czyli o tytuł wicemistrza Paragwaju.
| Mecz                             |
| -------------------------------- |
| Club Olimpia – Club Libertad 5:4 |